# Šimanov
Šimanov (en allemand : Kellersdorf, également Schimanow) est une commune du district de Jihlava, dans la région de Vysočina, en République tchèque. Sa population s'élevait à 228 habitants en 2024.

## Géographie
Šimanov se trouve à 12 km à l'ouest-nord-ouest de Jihlava et à 101 km au sud-est de Prague.
La commune est limitée par Ústí au nord-ouest, par Kalhov au nord, par Větrný Jeníkov au nord-est, par Vyskytná nad Jihlavou au sud-est et au sud, et par Zbilidy au sud-ouest.

## Histoire
La première mention écrite de la localité date de 1341.